# 小川又次
小川 又次（おがわ またじ、嘉永元年7月24日（1848年8月22日） - 明治42年（1909年）10月20日）は、明治時代の陸軍軍人。陸軍大将正二位勲一等功二級子爵。幼名、助太郎。諱は長利。

## 経歴
小倉藩士・小川兼宣の長男。幼名は助太郎。江川塾で学んだ後、小倉藩士として長州征討に出征した。
明治3年（1870年）7月、兵学寮生徒となる。明治4年（1871年）1月、権曹長心得となり、少尉心得を経て、明治5年（1872年）2月に少尉に昇進。1874年（明治7年）4月、台湾征討軍に従軍。1875年（明治8年）1月、東京鎮台歩兵第1連隊付となる。1876年（明治9年）4月、歩兵第13連隊大隊長に就任し、1877年（明治10年）2月、西南戦争に出征。同年4月に戦傷を受け、同月、少佐に昇進。
1878年（明治11年）3月、熊本鎮台参謀副長となり、参謀本部管西局員に異動。1880年（明治13年）4月から7月まで清国に派遣された。1881年（明治14年）2月、中佐に進級し大阪鎮台参謀長に就任。1882年（明治15年）3月、広島鎮台参謀長に転じ、1884年（明治17年）10月、大佐に進級し歩兵第8連隊長に着任。1885年（明治18年）5月、参謀本部管西局長に転じ、同年7月、同第2局長に就任。この年、日本陸軍大学校で教官クレメンス・ウィルヘルム・ヤコブ・メッケルの講義を児玉源太郎とともに聴講し、メッケルから「児玉、小川が優秀」と言われるほどであった。また小川は作戦立案能力に長けていたため、川上操六から上杉謙信になぞらえて「今謙信」と評価された。1887年、中国征服を目指す大陸政策の一部として、清国征討策案をまとめた。
1890年（明治23年）6月、陸軍少将に昇進し歩兵第4旅団長となる。近衛歩兵第1旅団長を経て、1894年（明治27年）8月、第1軍参謀長として日清戦争に出征。1895年（明治28年）8月20日、西南戦争・日清戦争の軍功により男爵に叙せられる。1896年（明治29年）1月、近衛歩兵第2旅団長に転じ、1897年（明治30年）4月8日、陸軍中将に進み第4師団長となる。1903年（明治36年）5月16日、勲一等瑞宝章を受章。日露戦争では第4師団を率いて、南山の戦いでは敵左翼への集中攻撃を進言し攻略の糸口を作った。1904年（明治37年）8月、遼陽会戦で負傷し、師団長を辞し帰国。翌年1月15日に陸軍大将となるが、12月14日に休職となった。1907年（明治40年）9月21日、子爵に進むとともに功二級金鵄勲章を受けた。同年11月13日、予備役編入となる。
1909年10月20日、赤痢で入院のところ急性腹膜炎を併発し62歳で没し、正二位に叙された。

## 栄典
位階
- 1890年（明治23年）6月19日 - 従四位[5]
- 1896年（明治29年）6月20日 - 正四位[6]
- 1901年（明治34年）7月20日 - 従三位[7]
- 1905年（明治38年）2月9日 - 正三位[8]
- 1907年（明治40年）12月10日 - 従二位[9]
- 1909年（明治42年）10月21日 - 正二位[10]

勲章等
- 1885年（明治18年）11月19日 - 勲三等旭日中綬章[11]
- 1889年（明治22年）11月29日 - 大日本帝国憲法発布記念章[12]
- 1895年（明治28年）
  - 5月23日 - 勲二等瑞宝章[13]
  - 8月20日 - 男爵、功三級金鵄勲章、旭日重光章[14]
  - 11月18日 - 明治二十七八年従軍記章[15]
- 1903年（明治36年）5月16日 - 勲一等瑞宝章[16]
- 1906年（明治39年）4月1日 - 功二級金鵄勲章、旭日大綬章、明治三十七八年従軍記章[17]
- 1907年（明治40年）9月21日 - 子爵[18]

## 親族
- 長男 小川武次（陸軍少佐）妻は男爵伊地知幸介の娘。
- 長女 小川義子 杉山元（元帥陸軍大将）の妻。

## 文献
- 篠原昌人『陸軍戦略の先駆者小川又次』芙蓉書房出版、2000年。
- 秦郁彦編『日本陸海軍総合事典』第2版、東京大学出版会、2005年。
- 半藤一利 他『歴代陸軍大将全覧 明治篇』（Amazon Kindle版）中央公論新社〈中公新書ラクレ〉、2013年。

| 日本の爵位 | 日本の爵位                              | 日本の爵位    |
| ---------- | --------------------------------------- | ------------- |
| 先代 陞爵  | 子爵 小川（又次）家初代 1907年 - 1909年 | 次代 小川武次 |
| 先代 叙爵  | 男爵 小川（又次）家初代 1895年 - 1907年 | 次代 陞爵     |